# Engelbert Engel
Engelbert Engel (* 21. Januar 1887 in Hargarten; † 20. Oktober 1962 in Trier) war ein deutscher katholischer Pfarrer.

## Leben
Nach dem Abitur im Jahre 1906 trat er umgehend sein Studium an und wurde 1910 zum Priester geweiht. Sein erstes Amt hatte er als Kaplan in der Trierer Pfarrei St. Antonius. Ab 1916 war er in Hühnerfeld (Saar) tätig, doch kehrte er bereits 1928 nach Trier, der „Stadt seines Herzens“ zurück. Nachdem er zunächst als Pfarrvikar gearbeitet hatte, übernahm er 1942 die Pfarrei Christkönig in Trier-West, welche mit 9000 Personen die größte der Stadt war und eine sehr schwierige soziale Struktur hatte. Besonders die extreme Armut war eine große Herausforderung. Seine organisatorische Begabung drückte sich in der Mitarbeit in vielen Gremien aus. 1952 wurde er Stadtdechant. Zu den wichtigsten Maßnahmen zählt die Gründung sozialer Einrichtungen wie z. B. eines Kindergartens. Darüber hinaus organisierte er die Grenzen der Pfarreien neu, was durch den Wiederaufbau nach dem Zweiten Weltkrieg erforderlich wurde. Für sein außergewöhnliches Engagement als „Engel von Christkönig“ wurde er 1960 mit dem Großen Bundesverdienstkreuz geehrt.
Nach seinem Tod im Jahre 1962 wurde er in einem Ehrengrab innerhalb der Pfarrkirche bestattet.

## Ehrungen
- 1960 Großes Bundesverdienstkreuz